# Tessa Ía
Tessa Ía González Norvind (Città del Messico, 3 aprile 1995) è un'attrice messicana.
Di origini norvegesi, sua madre è l'attrice Nailea Norvind e la sua sorellastra è Camila Sodi. Inizia a recitare nel 2004 nella serie televisiva messicana Rebelde. Ottiene il suo primo ruolo da protagonista nel 2012 nella pellicola Después de Lucía. Nel 2018 prende parte alla prima stagione della serie Netflix Narcos: Mexico.

## Filmografia parziale

### Cinema
- The Burning Plain - Il confine della solitudine, regia di Guillermo Arriaga (2008)
- Después de Lucía, regia di Michel Franco (2012)

### Televisione
- Narcos: Messico - serie TV, (2018)
- Irrefrenabili - serie TV, (2020)